# Coronigoniella metana
Coronigoniella metana är en insektsart som beskrevs av Young 1977. Coronigoniella metana ingår i släktet Coronigoniella och familjen dvärgstritar. Inga underarter finns listade i Catalogue of Life.